# Markku Kanerva
Markku Kanerva (ur. 24 maja 1964 w Helsinkach) – fiński trener i piłkarz grający na pozycji obrońcy. W swojej karierze rozegrał 59 meczów w reprezentacji Finlandii i strzelił w nich 1 gola. Obecnie pełni funkcję selekcjonera reprezentacji Finlandii.

## Kariera klubowa
Karierę piłkarską Kanerva rozpoczął w klubie HJK Helsinki. W 1983 roku awansował do kadry pierwszego zespołu i wtedy też zadebiutował w jego barwach w pierwszej lidze fińskiej. W zespole HJK występował do 1990 roku. Z klubem z Helsinek wywalczył mistrzostwa Finlandii w latach 1985, 1987, 1988 i 1990. Zdobył też Puchar Finlandii w 1984 roku.
W 1991 roku Kanerva wyjechał do Szwecji i został zawodnikiem klubu IF Elfsborg. Występował w nim przez dwa lata, a w 1993 roku wrócił do Finlandii i został zawodnikiem klubu FinnPa. Spędził w nim sezon.
W 1994 roku Kanerva wrócił do HJK Helsinki. W tamtym roku zdobył z nim Puchar Ligi Fińskiej. W 1996 roku odszedł do Honki, ale jeszcze w trakcie sezonu ponownie został zawodnikiem HJK. W latach 1996 i 1998 zdobył Puchar Finlandii, a w 1997 roku wywalczył tytuł mistrzowski. Zdobył też trzy kolejne Puchary Ligi (1996, 1997 i 1998). Po sezonie 1998 zakończył karierę piłkarską.
| Sezon | Klub         | Kraj      | Rozgrywki      | Mecze | Bramki |
| ----- | ------------ | --------- | -------------- | ----- | ------ |
| 1983  | HJK Helsinki | Finlandia | Mestaruussarja | 20    | 4      |
| 1984  | HJK Helsinki | Finlandia | Mestaruussarja | 17    | 3      |
| 1985  | HJK Helsinki | Finlandia | Mestaruussarja | 26    | 4      |
| 1986  | HJK Helsinki | Finlandia | Mestaruussarja | 22    | 5      |
| 1987  | HJK Helsinki | Finlandia | Mestaruussarja | 22    | 4      |
| 1988  | HJK Helsinki | Finlandia | Mestaruussarja | 27    | 1      |
| 1989  | HJK Helsinki | Finlandia | Mestaruussarja | 22    | 2      |
| 1990  | HJK Helsinki | Finlandia | Veikkausliiga  | 28    | 3      |
| 1991  | IF Elfsborg  | Szwecja   | Allsvenskan    | 18    | 1      |
| 1992  | IF Elfsborg  | Szwecja   | Allsvenskan    | 26    | 2      |
| 1993  | FinnPa       | Finlandia | Veikkausliiga  | 26    | 1      |
| 1994  | HJK Helsinki | Finlandia | Veikkausliiga  | 19    | 1      |
| 1995  | HJK Helsinki | Finlandia | Veikkausliiga  | 23    | 0      |
| 1996  | FC Honka     | Finlandia | Veikkausliiga  | 1     | 0      |
| 1996  | HJK Helsinki | Finlandia | Veikkausliiga  | 11    | 0      |
| 1997  | HJK Helsinki | Finlandia | Veikkausliiga  | 12    | 0      |
| 1998  | HJK Helsinki | Finlandia | Veikkausliiga  | 14    | 1      |

## Kariera reprezentacyjna
W reprezentacji Finlandii Kanerva zadebiutował 5 sierpnia 1986 roku w przegranym 1:3 towarzyskim meczu ze Szwecją. W swojej karierze grał w eliminacjach do Euro 88, MŚ 1990, Euro 92, MŚ 1994 i Euro 96. Od 1986 do 1995 roku rozegrał w kadrze narodowej 59 meczów, w których zdobył 1 bramkę.

## Kariera trenerska
Po zakończeniu kariery piłkarskiej Kanerva został trenerem. W 2003 roku prowadził klub FC Viikingit. W latach 2004–2010 był selekcjonerem reprezentacji Finlandii U-21, którą poprowadził na Mistrzostwach Europy 2009. Z kolei w 2011 roku został asystentem Miki-Mattiego Paatelainena w pierwszej reprezentacji.
W grudniu 2016 został selekcjonerem reprezentacji Finlandii zastępując na stanowisku Hansa Backe. Asystentami Fina zostali Simo Valakari i Jonatan Johansson.